# Harkensee
Harkensee ist ein Ortsteil der Stadt Dassow im Landkreis Nordwestmecklenburg in Mecklenburg-Vorpommern.

## Geografie und Verkehrsanbindung
Harkensee liegt nördlich der Kernstadt Dassow am Katzbach, einem rechten Nebenfluss der Harkenbäk. Die Landesstraße L 01 verläuft östlich. Die Entfernung zur Ostsee in nordwestlicher Richtung beträgt etwa 2,5 km. Direkt westlich vom Ort erstreckt sich das 580 ha große Naturschutzgebiet Küstenlandschaft zwischen Priwall und Barendorf mit Harkenbäkniederung.

## Sehenswürdigkeiten
In der Liste der Baudenkmale in Dassow sind für Harkensee zwei Baudenkmale aufgeführt:
- Gutsanlage mit Gutshaus, Scheune, Inspektorenhaus, Park und den ehemaligen Ställen. Das Gutshaus, ein zweigeschossiger, klassizistischer Putzbau mit Walmdach von um 1830, war nach 1945 ein Wohnhaus. Nach 2002 wurde es saniert und ist jetzt eine Ferienwohnanlage.
- Schmiede (an der Straße nach Barendorf)